# الجميح الأسدي
الجميح الأسدي هو منقذ بن الطماح بن قيس بن طريف بن عمرو الأسدي المضري، فارس شاعر جاهلي، أبوه الطماح صاحب امرئ القيس، ويُروى في قصة امرئ القيس أنه دخل معه بلاد الروم، ووشى به إلى الملك. ولكن القصة نفسها في محل شكّ كبير.

## الاختلاف في اسمه واسم أبيه
اختُلف في اسم الجميح واسم أبيه، فقال النويري: منقذ بن طريف. وفي أمالي القالي: هو جميح. وصححه البكري بأنه لقبه وان اسمه "منقذ بن الطماح: وكذا في معجم المرزباني وخزانة البغدادي وشرح المفضليات للتبريزي (بخطه).

## حياته وحبه للغزو
كان الجميح من فرسان العرب في الجاهلية يوم جبلة وبه قُتل، وهو أحد فرسان بني أسد المعدودين. كان غزّاء، أغار على إبل النعمان بن المنذر.

## شعره
من شعر الجميح القصيدة المفضلية، التي مطلعها:
قال التبريزي:
| الجميح الأسدي | أهل خروب، قيل: هم قومها، توهم أنهم أفسدوها عليه لما رأتهم، وقيل: كانوا أعداءه فاتهمهم بذلك. | الجميح الأسدي |

## مقتله
قُتل الجميح الأسدي يوم جبلة، قبل بعثة النبي صلى الله عليه وسلم ب ٤٥ عام .

## وصلات خارجية
- بوابة الشعراء: ديوان الجميح الأسدي